# Gelenk (Anatomie)

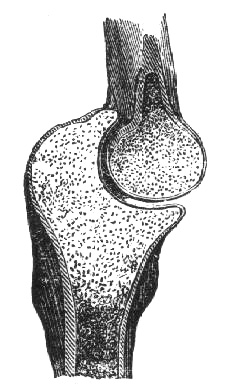
Scharniergelenk (Ellbogen)

Ein Gelenk (lateinisch articulatio, altgriechisch ἄρθρον árthron) ist aus anatomischer Sicht eine bewegliche Verbindung von zwei oder mehreren Knochen.
Verschmelzen diese Knochen, wird von einer Synostose gesprochen. In der Anatomie wird zwischen echten und unechten Gelenken unterschieden. Von echten Gelenken spricht man, wenn die Gelenkflächen mit hyalinem Knorpel überzogen sind, die Gelenkhöhle von einer zweilagigen Gelenkkapsel umschlossen ist und sich zwischen den Gelenkkörpern ein gelenkflüssigkeitsgefüllter Gelenkspalt befindet. Mit einem Pseudogelenk ist dagegen der beweglich gebliebene Knochenbereich nach einem nicht verheilten Knochenbruch gemeint.
Vorgänge und Erscheinungen im Inneren eines Gelenkes werden als intraartikulär bezeichnet, z. B. ist eine intraartikuläre Injektion eine Verabreichung von Arzneimitteln durch Punktion des Gelenkes. Eine Gelenkspiegelung wird Arthroskopie genannt.

## Unechte Gelenke (Synarthrosen)
Zu den unechten Gelenken, auch Synarthrosen oder Haften genannt, gehören:
- knorpelige Knochenverbindungen (Juncturae oder Articulationes cartilagineae)
  - Synchondrose: Verbindung über hyalinen Knorpel, zum Beispiel die Rippenknorpel, Brustbein
  - Symphyse: Verbindung über Faserknorpel, zum Beispiel Beckensymphyse, Bandscheiben
- bindegewebige Knochenverbindungen (Articulationes fibrosae oder Juncturae fibrosae)
  - Sutur (Naht), zum Beispiel zwischen Schädelknochen
  - Syndesmose (Bandhaft), zum Beispiel zwischen Elle und Speiche
  - Gomphosis (Einkeilung), ausschließlich zur Verankerung eines Zahns im Zahnfach (Articulatio dentoalveolaris)
- knöcherne Verschmelzungen (Synostosen), zum Beispiel Kreuzbein, Steißbein: unbeweglich.
- Synsarkose: Verbindung von Knochen durch Skelettmuskulatur

## Echte Gelenke (Diarthrosen)
Bei den echten Gelenken (auch Diarthrosen oder Juncturae synoviales bzw. Articulationes synoviales) befindet sich zwischen den Knochenenden ein Spalt, der Gelenkspalt. Die Gelenkflächen sind von Gelenkknorpel überzogen. Um das Gelenk befindet sich eine Gelenkkapsel. Sie besteht aus einer
- äußeren Membrana fibrosa (straffes Bindegewebe)
- inneren Membrana synovialis (ein epithelähnlicher Bindegewebsverband)

Verstärkungen der Membrana fibrosa bilden die Gelenk- oder Kapselbänder. Gelenkbänder können aber auch selbstständige Bindegewebszüge sein, wobei diese sich außerhalb der Gelenkkapsel (extrakapsuläre Bänder, zum Beispiel das Außenband des Kniegelenks), in der Wand der Gelenkkapsel (zum Beispiel das Innenband des Kniegelenks) oder innerhalb der Gelenkhöhle (intrakapsuläre Bänder, zum Beispiel die Kreuzbänder des Kniegelenks) befinden können. Letztere sind von einer Schicht der Membrana synovialis überzogen, die mit der Gelenkkapsel in Verbindung steht. Damit liegen die Kreuzbänder strenggenommen zwar intrakapsulär, aber da sie nicht aus der Gelenkhöhle her direkt ohne Passage der Membrana synovialis zu erreichen sind, kann dies auch als extraartikulär angesehen werden.
Die Gelenkkapsel umschließt die Gelenkhöhle lückenlos. Sie liegt schlaff den Gelenkkörpern an und hält für die Gelenkexkursionen entsprechende Reservefalten bereit (sehr typisch auf den Fingergelenken zu beobachten). Die Gelenkkapsel enthält im Normalfall nur wenige Milliliter einer viskosen Flüssigkeit, der Synovia („Gelenkschmiere“), die ein Produkt der Synovialhaut der Gelenkkapsel ist. Im Falle einer Entzündung kann sich ein Gelenk prall mit Synovia füllen, was schmerzhaft ist und z. B. durch eine Punktion behandelt werden kann. Wenn sich nach einem Unfall ein Gelenk mit Blut füllt, spricht man von einem Hämarthros, der umgehend therapiert werden muss, um die schädliche Einwirkung des Bluts auf den Knorpel zu unterdrücken.

### Gelenkformen

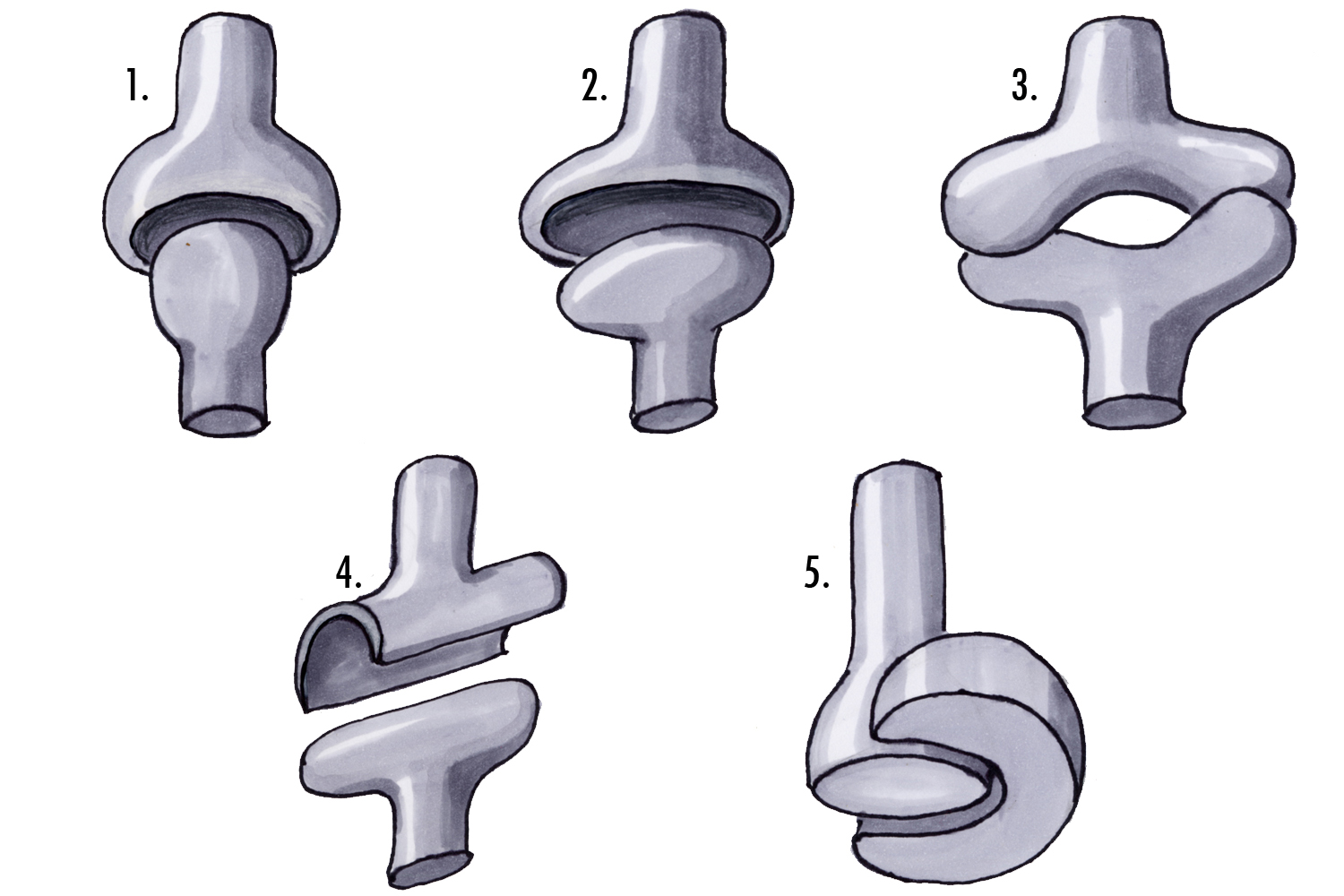
Echte Gelenke:
1-Kugelgelenk; 2-Eigelenk; 3-Sattelgelenk; 4-Scharniergelenk; 5-Zapfengelenk

Nach der Form der Gelenkflächen lassen sich die echten Gelenke weiter untergliedern:
- Kugelgelenk (Articulatio sphaeroidea): dreiachsig, zum Beispiel Schultergelenk, Hüftgelenk, Fingergrundgelenke (mit Ausnahme des Daumens); lässt sich um die drei senkrecht aufeinander stehenden Raumachsen bewegen: Beugung – Streckung, Ab- und Adduktion, Außen- und Innenrotation.
- Ellipsoid- oder Eigelenk (Articulatio ellipsoidea): zweiachsig, zum Beispiel das erste Kopfgelenk zwischen Atlas und Schädel; proximales Handgelenk zwischen Speiche und Handwurzelknochen; erlaubt sowohl Beuge-Streck-Bewegung als auch Seit-zu-Seit-Bewegung.
- Sattelgelenk (Articulatio sellaris): zweiachsig, zum Beispiel das Gelenk zwischen Handwurzelknochen und Mittelhandknochen unterhalb des Daumens; lässt sich um zwei Raumachsen bewegen: Flexion und Extension, Ab- und Adduktion
- Zylindergelenk (Articulatio cylindrica), Überbegriff für einachsige Gelenke vom Typ Scharnier- und Rollgelenk
  - Scharniergelenk (Ginglymus): einachsig, lässt sich nur beugen (Flexion) und strecken (Extension), zum Beispiel das Ellbogengelenk (zwischen Humerus und Ulna); die Fingergelenke mit Ausnahme der Fingergrundgelenke.
  - Roll-, Rad- oder Zapfengelenk (Articulatio trochoidea): einachsig, zum Beispiel Radioulnargelenk (zwischen Speiche und Elle) und Atlantoaxialgelenk
- Ebenes Gelenk oder Drehgelenk (Articulatio plana): kein geometrisches Bewegungszentrum, auch planes Gelenk genannt, zum Beispiel zwischen Wirbelfortsätzen. Besonderheit hier: zwei translatorische Freiheitsgrade.
- Bicondyläres Gelenk oder Kondylengelenk (Articulatio bicondylaris): Kniegelenk, zweiachsig, Verbindung zweier Kondylen mit unterschiedlichen Krümmungen: Beugung – Streckung, Außen- und Innenrotation (nur bei gebeugtem Kniegelenk möglich).
- Straffes Gelenk (Amphiarthrose): zum Beispiel Iliosakralgelenk

### Gelenkknacken
Die Ursache für das „Knacken“ von Gelenken (zum Beispiel Fingerknacken) ist noch nicht vollständig geklärt. Als häufigste Erklärung werden Gasbläschen in der Synovia, die durch Blasenbildung bei Druckausgleich ein Geräusch verursachen, genannt (Kavitation). Auch Unebenheiten in der Oberfläche der Knöchel sind als mögliche Ursache denkbar.
Gewohnheitsmäßiges Fingerknacken wird von Fachleuten als nicht sehr schädlich angesehen. Es kann keine Arthritis verursachen, allerdings möglicherweise die Greifkraft reduzieren.

## Bewegungen in den Gelenken
Um Gelenkexkursionen zu beschreiben und abzubilden, findet in der Anatomie auch der physikalische Begriff der Freiheitsgrade Verwendung, durch den die Stellung zweier Körper zueinander entsprechend einem Koordinatensystem im Raum definiert wird und den man auch mit „Hauptrichtungen“ übersetzt. Das ist allerdings irreführend, weil ja zu jeder Bewegung die antagonistische Bewegung gehört (z. B. Innenrotation und Außenrotation), wobei die Richtungen entgegengesetzt sind, aber die Ebene, in der die Bewegungen darstellbar sind, genau eine ist, und diese ist der Freiheitsgrad. Der Freiheitsgrad liegt senkrecht zur Bewegungsachse.
Die Bewegungsumfänge von Gelenken werden in der Orthopädie nach der Neutral-Null-Methode gemessen. Sie werden von einer Normalstellung („Neutralstellung“ oder „Nullpunkt“) ausgehend in beiden Richtungen ermittelt. Die Normalstellung ist die Haltung, die die Gelenke beim aufrechten Stand mit hängenden Armen und geschlossenen Füßen einnehmen. In dieser Stellung ist zum Beispiel das Knie durchgestreckt, und der Fuß steht rechtwinklig zum Schienbein. Die Bewegungsumfänge werden nun in beiden Richtungen gemessen, das heißt im Beispiel des Fußes wird der Umfang von Dorsalextension und Plantarflexion bestimmt. Die ermittelten Werte werden der Reihe nach notiert. Dabei wird gewöhnlich der Wert für die Flexion zuerst notiert, danach kommt die Neutralstellung in Form einer Null und zuletzt wird der Bewegungsumfang für die Extension genannt. Im Beispiel des Fußes ließe sich also 30° – 0° – 40° protokollieren.
Ist die volle Beweglichkeit durch eine Kontraktur nicht gegeben und wird dadurch die Neutralstellung gar nicht erst erreicht, so steht die 0 als nicht erreichter Wert des nicht erfolgten Bewegungsdurchganges am Anfang oder am Ende, abhängig davon, welcher Wert für die Extension oder Flexion den Durchgang durch Null verhindert hat. Bei einem Hüftgelenk mit einer Beugekontraktur von 20° (entspricht einer Streckung von maximal 20°) könnte die Notierung z. B. lauten: 130° – 20° – 0°. Da die maximale Streckung von 20° den Durchgang durch den Neutralpunkt verhindert hat, steht die Null dahinter, also nicht innerhalb der Zahlen.
Bei Orthesen werden die Bewegungsumfänge ebenfalls nach der Neutral-0-Methode notiert. Soll z. B. bei einer Knieorthese die volle Streckung und Beugung des Beines wegen Bandverletzungen vermieden werden, so lautet die Notierung häufig 60 – 10 – 0. Das Knie kann in dieser Einstellung bis maximal 10° gestreckt und bis höchstens 60° gebeugt werden.

### Bezeichnungen für Bewegungen
Für die unterschiedlichen Bewegungen einzelner Körperteile gibt es Bezeichnungen, von denen hier einige aufgeführt werden:
- Abduktion = wegführen
- Adduktion = heranführen
- Außenrotation = nach außen drehen
- Dorsalextension
- Extension = Streckung
- Flexion = Beugen
- Inklination
- Innenrotation = nach innen drehen
- Lateralflexion
- Nutation
- Opposition
- Palmarflexion
- Plantarflexion
- Reklination
- Reposition
- Pronation = Handfläche nach unten
- Supination = Handfläche nach oben
- Distal = Körperfern
- Proximal = Körpernah

### Bewegungsspielraum
Der Bewegungsspielraum (auch Verkehrsraum) eines Gelenkes wird durch folgende Faktoren eingeschränkt:
- Knochenhemmung
- Muskelhemmung
- Bandhemmung
- Weichteilhemmung